# منشأة الصيرفي
قرية منشأة الصيرفي هي إحدى القرى التابعة لمركز إيتاي البارود في محافظة البحيرة في جمهورية مصر العربية. حسب إحصاءات سنة 2006، بلغ إجمالي السكان في منشأة الصيرفي 488 نسمة، منهم 262 رجل و226 امرأة.